# یان یونسون
یان یونسون (سوئدی: Jan Jönsson؛ زادهٔ ۲۴ مهٔ ۱۹۶۰) بازیکن سابق و مربی فوتبال اهل سوئد است.
از باشگاه‌هایی که در آن بازی کرده‌است می‌توان به باشگاه فوتبال هالمستاد، باشگاه فوتبال سانفریس هیروشیما، و باشگاه فوتبال ویسل کوبه اشاره کرد.